# Кеті Макнеллі
Кетрін (Кеті) Макнеллі (англ. Caty McNally) — американська теністистка, дворазова переможниця турнірів Великого шолома в парному розряді серед дівчат.
Перший титул WTA Макнеллі здобула в парному розряді, граючи разом із Коко Гофф на Washington Open 2019.

## Юніорська кар'єра
Макнеллі була фіналісткою юніорських змагань на Вімблдоні у парному розряді в 2016-му, 2017-му та 2018-му роках. Перший юніорський парний титул вона виграла на Відкритому чемпіонаті Франції 2018 у віці  16 років. Її партнеркою була  Іга Швйонтек. На тому ж турнірі вона добралася до фіналу в змаганнях дівчат в одиночному розряді, але програла  Коко Гофф. У вересні   2018-го у парі з Гофф вона виграла парні змагання серед дівчат на Відкритому чемпіонаті США.

## Фінали турнірів WTA

### Пари: 2 титули
| Результат | В–П | Двта     | Турнір                      | Категорія   | Поверхня    | Партнерка | Супротивниці                    | Рахунок  |
| --------- | --- | -------- | --------------------------- | ----------- | ----------- | --------- | ------------------------------- | -------- |
| Перемога  | 1–0 | Сер 2019 | Washington Open, США        | Міжнародний | Хард        | Корі Гофф | Марія Санчес Фанні Штоллар      | 6–2, 6–2 |
| Перемога  | 2–0 | Жов 2019 | Luxembourg Open, Люксембург | Міжнародний | Хард (зала) | Коко Гофф | Кейтлін Крістіан Алекса Гуарачі | 6–2, 6–2 |

## Юніорські фінали турнірів Великого шолома

### Одиночний розряд: 1 фінал
| Результат | Рік  | Турнір      | Поверхня | Супротивниця | Рахунок            |
| --------- | ---- | ----------- | -------- | ------------ | ------------------ |
| Поразка   | 2018 | French Open | Ґрунт    | Корі Гофф    | 6–1, 3–6, 6–7(1–7) |

### Пари: 5 (2 титули)
| Результат | Рік  | Турнір      | Поверхня | Партнерка        | Супротивниці                  | Рахунок  |
| --------- | ---- | ----------- | -------- | ---------------- | ----------------------------- | -------- |
| Поразка   | 2016 | Wimbledon   | Трава    | Маріам Болквадзе | Усуе Майтане Арконада Клер Лю | 2–6, 3–6 |
| Поразка   | 2017 | Wimbledon   | Трава    | Вітні Есігвей    | Ольга Данилович Кая Юван      | 4–6, 3–6 |
| Перемога  | 2018 | French Open | Ґрунт    | Іга Швйонтек     | Юкі Найто Нахо Сато           | 6–2, 7–5 |
| Поразка   | 2018 | Wimbledon   | Трава    | Вітні Есігвей    | Ван Сіньюй Ван Сіюй           | 2–6, 1–6 |
| Перемога  | 2018 | US Open     | Хард     | Корі Гофф        | Гейлі Баптіст Далайна Г'юїтт  | 6–3, 6–2 |